# Női ejakuláció
A női ejakuláció (angolul squirt: kilövellő folyadék, folyadéksugár, lövell, spriccel) az intenzív női orgazmussal a húgycsőből egyszerre vagy lüktetően kilövellő vagy kifolyó váladék távozásának jelensége. A női ejakuláció a G-pont vagy ritkábban a csikló (klitorisz) erőteljes ingerlésének köszönhetően alakul ki, és az orgazmus csillapodásával megszűnik.

## Női ejakuláció a múltban
A női ejakuláció nem egy modern kori jelenség, már Kr. e. 300-ban Arisztotelész is tesz említést a "hüvelyrobbanásról", amelyet illata és állaga alapján megkülönböztetett a vizelettől. A 2. században a görög orvos és filozófus Galénosz ír a "női prosztatáról" és annak váladékáról, amelyet a víz (aqua) és a vég (conclusio) szavak összetételéből „aqualusiónak” nevezett el. A reneszánsz kor sebésze, Realdo Colombo a klitoriszról szóló leírásában 1559-ben szintén ír a hüvelyből származó női nedvről, de csupán annak létezését erősíti meg, nem veti vizsgálat alá.
Az irodalom már az ókortól kezdve szült olyan alkotásokat, melyek a "női nedű" létéről szólnak, ám annak kizárólag művészeti célú leírásáig terjeszkedtek.
Az első modern, részletes és tudományos alapokon nyugvó leírás a holland orvos-kutatótól, Reinier De Graaftól származik az 1670-es évekből. A kutató a stimulálással elért nemi izgalom eredményeként a hüvelyből áradásszerűen vagy kilövellve távozó váladékot a hüvely egy különösen érzékeny felületi részével, a húgycső mellett található G-pontnak nevezett területtel hozta összefüggésbe. Az ezen a területen váladékot termelő mirigyeket De Graaf "női prosztatának" nevezte el, az orvosi irodalom közel kétszáz éven keresztül ezt az elméletet tekintette hivatalosnak 1880-ig.
1880-ban az amerikai nőgyógyász szakorvos, Dr. Alexander Skene kutatásai alapján már részletesebb információkkal rendelkezett a női anatómiáról, a húgycsövet övező újabb mirigyekről és vezetékekről számolt be, amelyek kivezetései a húgycsőbe torkollnak. Rámutatott továbbá arra is, a mirigyek által termelt váladék összetétele jelentős egyezőséget mutat a férfi prosztata váladékával. A szakirodalom ezeket a mirigyeket azóta már skene-i mirigy néven említi. Ettől kezdve egyre többen kezdtek foglalkozni a kérdéssel.
Samuel Gordon Berkow urológus 1953-ban megállapította, hogy ez a mirigy nemi stimuláció hatására erektált állapotba kerül, megmerevedik, és gyanúja szerint az erekció célja összefüggésben elhat a vizelés szabályozásával is. A mirigy szexuális aktusban betöltött szerepét vizsgálata a német Ernst Gräfenberg nőgyógyász is, aki 1950-ben tovább pontosította az ismereteket. Azt állapította meg, hogy a mirigyek váladéka valójában nem a hüvelyből származik, hanem a húgycsőbe kerülve onnan távozik, azonban annak összetevői nem egyeznek meg a vizelet összetevőivel. Sőt, álláspontja szerint a szexuális izgalom hatására a hüvely nedvesítése céljából termelt hüvelynedv összetevői sem mutathatók ki a mirigy által termelt váladékban, az előbbi ugyanis a szexuális közösülés során a síkosításban tölt be kulcsfontosságú szerepet, míg a kilövellő ejakulátum csak az orgazmus bekövetkezésekor tör ki.
Az évszázadokon át tartó megfigyelések és kutatások ellenére az 1980-as évekig a női ejakulációt az orvostudomány a vizeletmegtartási zavarokkal hozta összefüggésbe. Mára tisztázott, hogy önálló jelenségről van szó, azonban nem értenek egyet az orvosok abban, hogy honnan is származik a nedv. Az egyik legelfogadottabb kutatást 2002-ben Emanuele Jannini olasz endokrinológus végezte, melynek eredményeként a váladék a húgycsövön keresztül jut a külvilágba, nem a húgyhólyagból ered, hanem a vaginában található mirigyekből, amelyek a kilövellés eredményeként ki is ürülnek. Megállapította azt is, hogy a kilövellt testnedv állagát (és nem összetételét!) tekintve sokkal inkább a spermához hasonlít, összetétele nem egyezik meg a vizeletével.

## Női ejakuláció a gyakorlatban
Mára már egyértelműen bizonyított, hogy a férfiakhoz hasonlóan a nők is képesek ejakulálni, azonban arra csak különösen intenzív orgazmus során, különösen ellazult állapotban kerül sor. Ilyenkor az orgazmussal azonos időben kisebb vagy nagyobb mennyiségű váladék távozik a húgycsövön keresztül.
Meg kell különböztetni az ejakulációt a szeretkezés során végig termelődő, a hüvely nedvességét biztosító váladéktól. Utóbbi a nemi vágy első pillanatától az együttlét befejezéséig folyamatosan termelődik kisebb mennyiségben, és a közösülés fájdalommentességéhez szükséges síkosítást eredményezi. Ezen váladék a hüvelyben termelődik, a termelődéséhez nem szükséges orgazmus, és általában nem távozik a hüvelyből. A női ejakuláció orgazmus hatására következik be, és a váladék a húgycsőből lövell ki. Sok esetben egyszeri vagy lüktető intenzitású többszöri erőteljes kilövellés (spriccelés) figyelhető meg, de legtöbbször csak túlzott nedvesedés, illetve cseppek formájában jelentkezik ez az "örömanyag". Ez utóbbi esetben elkülöníthetetlen a hüvelyváladéktól.
Az anyagot a húgycső jobb és bal oldalán található Skene mirigyek termelik, működésük a G-pont stimulálására következik be. Ekkor a mirigyek váladékkal telnek meg, ami aztán az orgazmuskor a húgycsövön keresztül kicsapódik. A váladék minősége, állaga szintén egyéntől függ: lehet tejszerű vagy világossárga, és az illata is mindig más és más.
Egyéni adottságoktól függően egy aktus során akár többször is bekövetkezhet.
Ejakuláció előtt vizelési kényszer érezhető, ugyanis a G-pont közvetlenül a húgycső mellett helyezkedik el, és az ejakulátum a húgycsövön keresztül távozik. Éppen ezért a kicsapódó váladékról sokan azt feltételezik, hogy az vizelet, ez indokolatlan szégyenérzetet eredményezhet. A valóságban azonban az ejakuláció során lehetetlen vizeletet üríteni, hiszen az orgazmus hatására az izmok olyan erősen összehúzódnak, hogy teljesen elzárják a húgyhólyagot.